# Plombières-les-Bains
Plombières-les-Bains är en kommun i departementet Vosges i regionen Grand Est (tidigare regionen Lorraine) i nordöstra Frankrike. Kommunen ligger i kantonen Plombières-les-Bains som tillhör arrondissementet Épinal. År 2022 hade Plombières-les-Bains 1 571 invånare.
Plombières-les-Bains är känt för sina talrika redan av romarna kända järn- och svavelkällor.

## Befolkningsutveckling
Antalet invånare i kommunen Plombières-les-Bains
| Referens: INSEE |